# ۵٬۳٬۱-تری‌نیتروبنزن
۵،۳،۱-تری‌نیتروبنزن (به انگلیسی: 1,3,5-Trinitrobenzene) یک ترکیب شیمیایی با شناسه پاب‌کم ۷۴۳۴ است. 